# Сушно (Польща)
Сушно (пол. Suszno) — село в Польщі, у гміні Володава Володавського повіту Люблінського воєводства. Населення — 1053 особи (2011).

## Історія
За даними етнографічної експедиції 1869—1870 років під керівництвом Павла Чубинського, у селі переважно проживали греко-католики, які розмовляли українською мовою.
У 1921 році село входило до складу гміни Володава Володавського повіту Люблінського воєводства Польської Республіки.
За переписом населення Польщі 10 вересня 1921 року в селі налічувалося 96 будинків та 532 мешканці, з них:
- 249 чоловіків та 283 жінки;
- 465 православних, 67 римо-католиків;
- 339 українців, 193 поляки.

У 1944 році, вже за радянської окупації, у селі діяла українська школа, у якій навчалося 72 учні. 29 травня 1946 року польська армія примусово виселила українців з села з метою їхньої депортації з Польщі до УРСР.
У 1975—1998 роках село належало до Холмського воєводства.

## Населення
Демографічна структура станом на 31 березня 2011 року:
|          | Загалом | Допрацездатний вік | Працездатний вік | Постпрацездатний вік |
| -------- | ------- | ------------------ | ---------------- | -------------------- |
| Чоловіки | 538     | 141                | 369              | 28                   |
| Жінки    | 515     | 119                | 323              | 73                   |
| Разом    | 1053    | 260                | 692              | 101                  |